# Christophe Tiozzo
Christophe Tiozzo (Saint-Denis, 1º giugno 1963) è un ex pugile francese.
Anche i fratelli Fabrice Tiozzo e Franck Tiozzo sono stati dei pugili.

## Carriera
Da dilettante ha conquistato la medaglia di bronzo ai Giochi del Mediterraneo 1983 e alle Olimpiadi di Los Angeles 1984 nei pesi superwelter.
Passato professionista, ha conquistato il titolo europeo nei pesi medi nel 1988.
Nel 1990 ha poi conquistato il titolo mondiale WBA nei pesi supermedi.